# ヌレークダム
ヌレークダム（ヌレクダム、英: Nurek Dam）は、タジキスタンを流れるヴァクシュ川に築かれたダム。304mの堤高は世界屈指である。北緯38度37分15秒、東経69度34分92秒に位置し、ソ連時代の1961年に着工、1980年に完工したアースダムである。水力発電を行っている。なお、同国のログンダムの堤高は335mで、こちらは2018年時点で世界一となっている。

## 建設
ヌレークダムはソ連統治下にあった1961年から1980年の間に建設された。安全性を確保する為に堤体内中心部に土質遮水壁（コア）を設けている。

## 水力発電
ダムには合計9個のタービンが設置されている。 タービン1個あたり335メガワットの発電容量があり、合計で2.7ギガワットとなる。現在に至るまで改良が続けられ、1994年の時点で国の電力需要4.0ギガワットのうち、約98%を賄っていた。

## 貯水
ヌレークダムの貯水容量はタジキスタンで最大であり、10.5立方キロメートルの容量を持つ。長さは70キロメートル、表面積は98平方キロメートルである。貯水の利用形態は発電のみならず、14キロメートルのダンガラ用水路を通して700平方キロメートルの農地の灌漑にも使われている。